# 星とレモンの部屋
『星とレモンの部屋』は、NHK制作により、2021年3月19日22時00分 - 22時45分にNHK総合で放送された日本のテレビドラマ。全1回。主演は夏帆。
日本放送作家協会主催の第44回創作テレビドラマ大賞にて大賞に選出された佃良太による脚本を、NHK制作によりテレビドラマ化。

## 概要
近年社会的な問題となっている、高齢の親が中高年となったひきこもりの当事者と共に社会から孤立してしまう「8050問題」のなかでも、当事者が老いて亡くなった親の遺体と暮らしていたという複数の実話をベースに、SNSのチャットで知り合ったひきこもり当事者の男女の1日の出来事を描く。
脚本の佃は本作について「ひきこもり当事者の真摯な生き様を通して『生きる愛しみに手を伸ばす物語』です」とコメントしている。

## あらすじ
18年にわたって自室にひきこもる里中いち子は、家庭用プラネタリウムで星空を眺め、話し相手は母親の初美と、同じく引きこもりの「RYO」と名乗る相手とのチャットのみという日々を過ごしていたが、「もし親が死んだら」と今の生活を不安にも思っていた。
ある日、台所に立つ初美は持病の悪化により急に倒れる。部屋から異変に気付いたいち子は思い切って119番に連絡するものの声が出ず、そのまま電話を切ってしまい、初美は息を引き取る。
パニックに陥いるいち子は「RYO」にどうしたらいいかと尋ねるも、返信は「遺体を浴室に運んで、鼻と口にティッシュを詰めてください」という冷静なものだった。実は「RYO」＝涼も、父親を2週間前に亡くしていたのだった。
いち子は初美をベッドまで運び出し、お葬式もあげられないと泣くが、そこに現れた初美の姿との対話から自身を見つめ直していく。

## 登場人物
里中いち子〈32〉
演 - 夏帆（中学生時代：古川あかり）
外の世界との繋がりはチャットをやり取りする涼だけという、ひきこもり歴が18年の女性。
宇宙や星が好きで自室に家庭用プラネタリウムを付けている。中学生時代いじめに遭い不潔恐怖症ともなっており、レモンの香りのする消毒剤を使用している。
里中初美
演 - 原田美枝子
いち子の母。ひきこもりの娘を何とかしたいと日々ドア越しに語りかけるが、ある日持病が悪化し自宅で急死する。
涼
演 - 宮沢氷魚（中学生時代：菊地玲緒）
いち子とチャットのやり取りをするひきこもりの青年。父に自分のこれまでの人生の不遇をぶつける。
涼の父
演 - 田中哲司

その他
星耕介、木村良平、美智、高橋結希、後藤公太、渡邊修一、山本海心、木下紗菜、牧野羽咲
劇団ひまわり、テアトルアカデミー

## スタッフ
- 作 - 佃良太
- 音楽 - macaroomと知久寿焼 （挿入歌：『月がみてたよ』）
- 演出 - 福井充広（NHKエンタープライズ）
- 取材協力 - 池上正樹
- 資料提供 - 本多寿行、モモ
- 医事考証 - 山澤涼子、渡邊衡一郎
- 美術 - 荒井敬
- 技術 - 望月英邦
- 音響効果 - 井上直美
- 撮影 - 丸山真
- 照明 - 村上憲次郎
- 音声 - 佐伯悠
- 映像技術 - 菅原将
- 美術進行 - 塩野龍
- 記録 - 外川恵美子
- 編集 - 松屋周平
- VFX - 大西智子
- 制作統括 - 高橋練（NHKエンタープライズ）、岡本幸江（NHK）
- 制作著作 - NHK